# EBC (貿易)
EBC株式会社（イービーシー、Eastern Bridge Connection) は、東京都中央区日本橋茅場町にあり、非鉄金属をメインに取り扱う商社。中国、韓国を始め、南アジアを中心とする輸出入の営業展開をしている。設立は2016年11月7日。

## 事業内容
- 伸銅品、軽圧品、ステンレス類並びに非鉄金属材料を主体とした加工製品
- 非鉄金属地金並びにスクラップ類
- 非鉄金属（海外メーカーなど）に関するあらゆる情報を調査提供